# Campaña persa de Juliano
La campaña persa de Juliano fue la última empresa militar del emperador romano Juliano, que comenzó en marzo de 363, en el contexto de las Guerras romano-sasánidas. Fue una guerra agresiva contra el Imperio Sasánida gobernado entonces por Sapor II. Las motivaciones de Juliano para iniciar esta campaña son inciertas y motivo de debate. Aunque la campaña comenzó favorablemente para los romanos, se convirtió en un desastre tras la muerte del emperador en el campo de batalla, después de la cual el rey sasánida impuso duras condiciones de paz a su sucesor.
Teniendo como principal objetivo Ctesifonte, la capital de invierno de los reyes Sasánidas, Juliano reunió un gran ejército. Con el fin de engañar al oponente y realizar un ataque de pinza, envió un destacamento para unirse a su aliado Arsaces II de la dinastía arsácida de Armenia y tomar la ruta del Tigris desde el norte. Mientras tanto, su ejército principal y una gran flota avanzaron rápidamente por el Éufrates relativamente sin oposición; destruyendo varias ciudades bien fortificadas. Luego, los barcos llegaron a las murallas de Ctesifonte, donde se reunió una gran fuerza para defenderlo.
Los romanos obtuvieron una victoria fuera de la ciudad, pero el ejército del norte no llegó y la capital fortificada parecía inexpugnable. Por lo tanto, Juliano no intentó sitiar la ciudad y, en cambio, quemó la flota romana de suministros y marchó hacia el interior de Persia. El ejército de Shapur II, sin embargo, evitaba una batalla a gran escala y utilizó una estrategia de tierra arrasada; como resultado, el ejército de Juliano pronto enfrentó problemas de suministro y tuvo que retirarse hacia el norte. El ejército de Shapur II apareció en este punto y comenzó a hostigar incesantemente la huida de los romanos mediante escaramuzas. Juliano murió a causa de las heridas de una de estas escaramuzas y su sucesor, Joviano, acordó condiciones humillantes para salvar a los restos de su ejército desmoralizado y exhausto de la aniquilación total.
Desde un punto de vista militar y geopolítico, este conflicto no fue más que uno de los muchos acontecimientos que marcaron las Guerras romano-sasánidas, pero tuvo una importancia crucial en términos de historia religiosa: la muerte de Juliano supuso el fin de las esperanzas de una restauración politeísta en el seno del Imperio romano y la victoria definitiva de los cristianos. Por parte persa, la victoria de Sapor II fue total: afianzó su autoridad política y religiosa como paladín del zoroastrismo frente a herejías y cristianos. El Tratado de 363 transfirió múltiples regiones y fortalezas fronterizas que incluían Nisibis y Singara. Además de esto, Roma renunció a su alianza con Armenia. Esto le dio a Sapor II autoridad de facto para invadirlo y anexarlo.

## Objetivos y preparativos
Los objetivos militares y políticos de la campaña son inciertos y también son cuestionados por fuentes antiguas y modernas. Según Amiano Marcelino, el objetivo de Juliano era aumentar su fama como general y castigar a los persas por sus invasiones de las provincias orientales de Roma; por esta razón, rechazó la oferta inmediata de negociaciones de Sapor. Juliano era un devoto creyente de la antigua religión romana. Algunos autores modernos señalan que tenía la intención de acelerar y obtener apoyo para la renovación pagana del Imperio Romano y las acciones contra los cristianos después de derrotar al Imperio Sasánida, ya que tal victoria habría sido una prueba del apoyo de los dioses romanos. Entre los líderes de la expedición estaba Hormizd, un hermano de Sapor II, que había huido del Imperio Persa cuarenta años antes y había sido recibido por el entonces emperador romano Constantino I. Se dice que Juliano tenía la intención de colocar a Hormizd en el trono persa en lugar de Sapor, pero reemplazar a un gobernante exitoso por uno que ha estado en el exilio durante décadas es un objetivo "incomprensible".
Juliano consulto a varios oráculos importantes sobre el resultado de su expedición. El Prefecto del pretorio de la Galia de Juliano, Salustio, le escribió aconsejándole que abandonara su plan, y se informaron numerosos presagios adversos; a instancias de otros asesores, siguió adelante. Dio instrucciones a Arshak II de Armenia para preparar un gran ejército, pero sin revelar su propósito; envió a Luciliano a Samosata en el valle superior del Éufrates para construir una flota de barcos. Los eruditos creen que estos preparativos sugirieron a Sapor que el plan de Juliano era una invasión desde el norte, a través del valle del Tigris.

### Avance
Juliano había pasado el invierno en Antioquía de la Siria romana. El 5 de marzo de 363, partió hacia el noreste con su ejército a través de Beroea (Alepo) y Hierápolis (Manbij), donde cincuenta soldados murieron debido derrumbe de un pórtico mientras marchaban bajo él. Todo el ejército se reunió allí, cruzó el Éufrates medio y se dirigió a Carrhae (Harrán), el lugar de la famosa batalla en la que el general romano Craso fue derrotado y asesinado en el 53 a. C. "Desde allí, dos caminos reales diferentes conducen a Persia", escribe el testigo Amiano Marcelino: "el de la izquierda a través de Adiabene y al otro lado del Tigris; el de la derecha a través de Asiria y el Éufrates". Juliano hizo uso de ambos. Envió un destacamento, que las fuentes antiguas estimaron de diversas formas entre 16.000 y 30.000 en fuerza, al mando de Procopio y Sebastiano hacia el Tigris, donde iban a unirse a Arshak y su ejército armenio. Luego atacarían a los persas desde el norte. Por lo tanto, al atar a Sapor en el norte de Mesopotamia, Juliano habría podido avanzar rápidamente por el Éufrates sin oposición, mientras que se suponía que el grupo de Armenia se uniría a Juliano en Asiria. Muchos eruditos modernos han elogiado la elección de rutas, los movimientos rápidos y el engaño, mientras que algunos consideran que el plan es inadecuado con respecto al suministro, la comunicación, la consideración del clima y la dificultad de cruzar entre el Éufrates y el Tigris cerca de Naarmalcha.
El mismo Juliano, con la mayor parte de su ejército de 65.000 hombres, del cual no está claro si fue antes o después de la partida de Procopio, giró hacia el sur a lo largo del río Balikh hacia el bajo Éufrates, llegando a Callinicum (al-Raqqah) el 27 de marzo y reuniéndose con la flota de 1.100 barcos de suministro y 50 galeras armadas bajo el mando de Luciliano. Allí fue recibido por los líderes de los "Saraceni" (árabes nómadas), quienes le ofrecieron a Juliano una corona de oro. Se negó a pagar el tributo tradicional a cambio; aunque más tarde pidió a sus enviados que se unieran a él.  El ejército siguió el Éufrates río abajo hasta la ciudad fronteriza de Circesio y cruzó el río Aboras (Khabur) con la ayuda de un puente de pontones ensamblado al efecto.

## Progreso de la guerra

### De Circesio a Ctesifonte
Una vez en la frontera, Juliano revitalizó la moral de los soldados con una oración ardiente, representando sus esperanzas y razones para la guerra, y distribuyó una donación de 130 piezas de plata a cada uno. El ejército se dividió en la marcha en tres divisiones principales. El centro al mando de Víctor, compuesto por la infantería pesada; la caballería al mando de Arinteo y Hormizd, el persa renegado, a la izquierda; la derecha, marchando por la ribera y manteniendo contacto con la flota, compuesta también de infantería, y comandada por Nevitta. El bagaje y la retaguardia estaban al mando de Dagalaifo (magister equitum), mientras que los exploradores estaban dirigidos por Luciliano, el veterano de Nisibis. Se dejó un destacamento para mantener la fortaleza de Circesio, ya que varias de las volubles tribus árabes cerca de la frontera estaban aliadas con Persia.
Juliano luego penetró rápidamente en Asiria. De manera similar a la concentración de la población de Egipto en el Nilo, la mayor parte de la población de Asiria estaba ubicada en los pueblos a orillas del Éufrates, mientras que el interior del país era, en su mayor parte, un páramo desértico. El primer asentamiento persa que se encontró fue Anatha (Anah), que se rindió, pero los romanos lo destruyeron. Luego, el ejército pasó por Thilutha (isla de Telbis, ahora inundada por la presa de Haditha) y Achaiachala (identificada de diversas formas con Haditha o la isla de Bijân, este último ahora está inundado por la presa de Haditha), ya que ambos eran difíciles de capturar. Una parte del ejército pasó por Baraxmalcha. Luego llegaron a Diacira (Hit) y luego a Ozogardana/Zaragardia, ambos abandonados y Juliano los destruyó. Luego, los romanos se encontraron por primera vez con un destacamento sasánida y lo derrotaron. Después de Macepracta/Besechana, a la que se llegó tras una marcha de dos semanas, el ejército de Juliano sitió Pirisabora (Anbar), la ciudad más grande de Mesopotamia después de Ctesifonte. La ciudad se rindió después de dos o tres días y fue destruida. Juliano usó el cercano Naarmalcha (el Canal Real), que era la ruta más directa, para trasladar la flota del Éufrates al Tigris. El ejército avanzó hacia el sureste con grandes dificultades y pérdidas. Peor aún, los persas inundaron la tierra destruyendo las presas y desviando el agua del canal Naarmalcha después de que los romanos pasaran Phissenia. El ejército de Juliano luego llega a Bithra. Al llegar a una docena de millas de Ctesifonte , la fortificada Maiozamalcha fue sitiada y tomada después de varios días mediante operaciones mineras. La ciudad fue destruida y casi todos los habitantes fueron asesinados. A través de Meinas Sabatha, Juliano marchó hacia la metrópoli Seleucia-Ctesifonte (Al-Mada'in).
Los preparativos de Arshak II en Armenia podrían haber engañado a Shapur II, pero pronto debe haber sido informado del avance del principal ejército romano a lo largo del Éufrates. Los eruditos modernos han notado que evita una batalla campal a gran escala y se permite que el ejército romano principal avance profundamente en Asiria.

### Ctesifonte
Después de destruir la residencia privada, los palacios, los jardines y la extensa colección de animales de la monarquía persa al norte de Ctesifonte, y asegurar su posición mediante fortificaciones improvisadas, Juliano centró su atención en la ciudad misma. Las ciudades gemelas de Ctesifonte y Seleucia (reconstruida como Veh-Ardashir) se encuentran ante Juliano al sur. Para ocupar el lugar a ambos lados, Juliano primero ordena cavar un canal entre el Éufrates y el Tigris, permitiendo que su flota entrara en el último río, y por este medio transportó su ejército a la otra orilla. Un gran ejército persa se había reunido en Ctesifonte, que era el lugar de encuentro designado para el ejército de Sapor al comienzo de la campaña; esto se dispuso a lo largo de la orilla este en fuertes posiciones defensivas, y requirió las ventajas de la noche y la sorpresa, y posteriormente una lucha prolongada en la escarpa, que según se informa duró doce horas, para ganar el paso del río. Pero en la contienda, la victoria recayó finalmente en los romanos, y los persas fueron rechazados dentro de las murallas de la ciudad después de sufrir pérdidas de dos mil quinientos hombres; las bajas de Juliano se dan en no más de 70.
Aunque Juliano había traído con él a través de Asiria un gran tren de máquinas de asedio y armas ofensivas, y fue abastecido por una flota activa que poseía la navegación indiscutible del río, los romanos parecen haber tenido algunas dificultades para poner a Ctesifonte bajo sitio. Aunque había caído en varias ocasiones anteriores a los romanos, la ciudad estaba mejor fortificada que en el siglo II.
Ante la dificultad de capturar la ciudad, Juliano convocó un consejo de guerra, en el que se decidió no sitiar la ciudad y marchar hacia el interior de Persia —un punto de inflexión de la campaña. Aparentemente, encontró resistencia dentro del ejército. Las razones de esta decisión son inciertas; según Amiano, se debió al temor a una guerra en dos frentes, ya que aparentemente el ejército de Shapur II estaba cerca. Según Libanios, Sapor II envió un emisario a Juliano, quien lo rechazó. Después de abandonar el asedio, Juliano quemó su flota de provisiones para evitar que cayera en manos de los sasánidas, ya que el ejército de Juliano ahora tenía que avanzar río arriba. Otra teoría es que Juliano fue engañado por desertores sasánidas. Juliano posiblemente todavía esperaba unirse a los refuerzos de Armenia y luego derrotar al ejército de Shapur II en una batalla regular.
Es posible que la intención estuviera justificada por la esperanza de destruir el ejército de Sapor antes de que éste se uniera a la ya numerosa guarnición de Ctesifonte para sitiar el campamento de los sitiadores. Más inexplicable es el incendio de la flota, y de la mayor parte de las provisiones, que habían sido transportadas todo el curso del Éufrates con tan monumental costo. Aunque los historiadores antiguos y modernos han censurado la temeridad del hecho, Edward Gibbon palia la locura al observar que Juliano esperaba un suministro abundante de las cosechas del territorio fértil por el que iba a marchar y, con respecto a la flota, que no era navegable río arriba y que los persas podrían tomarla si la abandonaban intacta. Mientras tanto, si se retiraba inmediatamente hacia el norte con todo el ejército, sus ya considerables logros se desvanecerían y su prestigio se dañaría irreparablemente, como alguien que había obtenido el éxito por medio de una estratagema y había huido ante el resurgimiento del enemigo. Por lo tanto, no había razones insignificantes para que abandonara el sitio, la flota y la segura familiaridad de la orilla del río.

### De Ctesifonte a Samarra
Después de pasar varios días fuera de Ctesifonte, Juliano dirigió su ejército hacia las regiones interiores de Persia al este de Ctesifonte. El ejército de Shapur II evitó ser arrastrado a la batalla mientras seguía una política de tierra arrasada destruyendo casas, provisiones, cultivos y tierras de cultivo dondequiera que se acercara la marcha de Juliano; dado que el ejército había preservado solo las provisiones para 20 días de la ruina de la flota, pronto se enfrentaron al hilo del hambre. Esto, junto con el calor del verano, hizo que los romanos no avanzaran más y buscaran una ruta hacia el Tigris y lo siguieran río arriba hasta la región de Corduene.
En esta etapa, apareció el ejército de Shapur II y comenzó a enfrentarse al ejército de Juliano mediante escaramuzas incesantes. La caballería sasánida atacó repetidamente las columnas extendidas de los romanos en la retirada; en Maranga, una fuerte escaramuza se convirtió en batalla; los sasánidas fueron rechazados y el ejército de Juliano se retiró a descansar en las colinas al sur de Samarra el 25 de julio de 363.

### Samarra: la muerte de Juliano
Al día siguiente, 26 de julio, se reanudó el avance sobre las colinas y valles inclinados en los áridos páramos al sur de la moderna Samarra. El calor del día ya había impulsado a Juliano a despojarse de su casco y armadura protectora, cuando le llegó una alarma desde la retaguardia de la columna de que el ejército estaba de nuevo bajo asalto. Antes de que el ataque pudiera ser repelido, una advertencia de la vanguardia reveló que el ejército estaba rodeado en una emboscada, los persas habían tomado una marcha para ocupar la ruta romana por delante. Mientras el ejército luchaba por formarse para hacer frente a las múltiples amenazas de todos lados, una carga de elefantes y caballería hizo temblar la línea romana por la izquierda, y Juliano, para evitar su inminente colapso, llevó a sus reservas en persona a apuntalar la defensa. La infantería ligera bajo su mando derrotó a las tropas masivas de caballería pesada persa y elefantes, y Juliano, admitiendo las autoridades más hostiles, demostró su coraje en la conducción del ataque. Pero se había lanzado a la refriega aún sin armadura, debido a la desesperación de la situación, y cayó alcanzado por un dardo persa incluso cuando el enemigo retrocedía. El emperador cayó al suelo de su caballo y fue sacado inconsciente del campo de batalla. Aquella medianoche, Juliano murió en su tienda; "Habiendo recibido de la Deidad", en sus propias palabras a los oficiales reunidos, "en medio de una carrera honorable, una espléndida y gloriosa partida del mundo".
La batalla, que terminó indecisa, se prolongó hasta la noche. La muerte del emperador se vio compensada por las grandes pérdidas sufridas por los persas en su repulsa en el sector principal del frente, pero en un sentido profundo la batalla fue desastrosa para la causa romana; en el mejor de los casos, se consiguió un respiro momentáneo con la pérdida del apoyo del ejército del este y el genio de la guerra persa.

## Consecuencias: joviano

### Derrota: Samarra a Dura
A las pocas horas de la muerte de Juliano, sus generales se reunieron ante la necesidad de determinar un sucesor. La exigencia recayó en Joviano, un oscuro general de la Guardia Imperial, que se distinguía principalmente por un corazón alegre y una disposición sociable. Su primer mandato fue la continuación de una pronta retirada. Durante cuatro días más, la marcha se dirigió río arriba hacia Corduene y la seguridad de la frontera, donde se esperaba obtener suministros suficientes para el ejército hambriento. Los persas, revividos por la noticia de la muerte de su conquistador, cayeron dos veces en la retaguardia de la retirada y en el campamento, un grupo penetró en la tienda imperial antes de ser aislado y destruido a los pies de Joviano. A su llegada a Dura en el cuarto día el ejército se detuvo, engañado con la vana esperanza de salvar el río con artilugios improvisados de madera y pieles de animales. En dos días, después de una apariencia inicial de éxito, se demostró la inutilidad del esfuerzo; pero aunque se abandonó la esperanza de un cruce, la marcha no se reanudó. El espíritu del ejército estaba quebrantado, sus provisiones estaban a cuatro días de agotarse, y las orillas de Corduene estaban todavía a cien millas al norte.

### Paz
En esta coyuntura, los emisarios de Sapor II llegaron al campamento romano. Según Gibbon, Shapur fue impulsado por sus temores de la "resistencia de la desesperación" por parte del enemigo romano atrapado, que había estado tan cerca de derrocarlo del trono: consciente de la locura de rechazar un acuerdo pacífico pero honorable, obtenible ante tal ventaja, el persa extendió prudentemente la oferta de paz. Mientras tanto, los suministros y los recursos de Joviano se agotaron, y en su abrumadora alegría ante la perspectiva de salvar su ejército, sus fortunas y el imperio que más tarde ganó, estaba dispuesto a pasar por alto la excesiva dureza de los términos y firmar el acuerdo junto con las demandas de Shapur II. Los artículos del tratado, conocido en la historia como el tratado de Dura, estipulaban la cesión de Nisibis, Corduene, las cuatro provincias más al este del Tigris que Diocleciano había arrebatado a Persia por el Tratado de Nisibis; el interés romano en Armenia e Iberia, así como la garantía de una tregua inviolable de 30 años, a ser justificada por mutuo intercambio de rehenes. La frontera del Khabur fue abandonada, y la mayor parte de la Mesopotamia romana, junto con la elaborada cadena de fortalezas defensivas construidas por Diocleciano, concedidas al enemigo. El ejército caído en desgracia, después de sucumbir a la abyecta necesidad de su situación, fue expulsado con altivez de sus dominios por Sapor, y se le dejó rezagado a través de las desoladas extensiones del norte de Mesopotamia, hasta que finalmente se reunió con el ejército de Procopio bajo los muros de Tilasafa. Desde aquí, las legiones exhaustas se retiraron a Nisibis, donde finalmente se puso fin a su lamentable estado de privación.

## Consecuencias

### Reinado de Joviano; restablecimiento del cristianismo
El Ejército no descanso mucho tiempo bajo las murallas de Nisibis, cuando llegaron los emisarios de Sapor, exigiendo la rendición de la ciudad de acuerdo con el tratado. No obstante las súplicas del populacho, y las del resto de los territorios cedidos a Sapor, así como las habladurías y calumnias del pueblo romano, Joviano cumplió su juramento; los despoblados fueron reasentados en Amida, cuyos fondos para la restauración fueron otorgados generosamente por el emperador. 
De Nisibis Joviano procedió a Antioquía, donde los insultos de la ciudadanía por su cobardía pronto llevaron al disgustado emperador a buscar un lugar más hospitalario para vivir. A pesar del descontento generalizado por el vergonzoso arreglo que había hecho, el mundo romano aceptó su soberanía; los diputados del ejército occidental se encontraron con él en Tiana, camino de Constantinopla, donde le rindieron homenaje. En Dadastana, el 17 de febrero de 364, Joviano murió por causas desconocidas, después de un reinado de solo ocho meses.
La muerte de Juliano sin nombrar un sucesor permitió la ascensión del cristiano joviano, y destruyó así las ambiciones de Juliano de restablecer el paganismo, ya que el acto indiscutiblemente más importante del breve reinado de Joviano fue la restauración del cristianismo como religión estatal. Desde Antioquía emitió decretos que derogaban inmediatamente los edictos hostiles de Juliano, que prohibían a los cristianos la enseñanza de estudios seculares y les prohibía extraoficialmente el empleo en la administración del estado. Se restableció la exención de impuestos del clero y el cumplimiento de las obligaciones civiles; su requerimiento para reparar los templos paganos destruidos bajo Constancio II revocados; y la reconstrucción del Tercer Templo en Jerusalén se detuvo instantáneamente. Al mismo tiempo, mientras Joviano expresó la esperanza de que todos sus súbditos abrazaran la religión cristiana, otorgó los derechos de conciencia a toda la humanidad, dejando a los paganos libres para adorar en sus templos (salvo ciertos ritos que previamente habían sido suprimidos), y libertad de persecución a los judíos.
Aunque muy brevemente bajo Juliano, el paganismo parecía estar experimentando un renacimiento, con la restauración de numerosos templos antiguos y ceremonias que habían caído en decadencia, el renacimiento se derrumbó muy pronto tras su muerte debido a una intensa reacción cristiana. Durante los años siguientes, el paganismo declinó más y más, y una porción cada vez mayor de los súbditos de Roma, especialmente en las ciudades, pasó a la profesión del cristianismo. Bajo el reinado de Graciano y Teodosio, a menos de treinta años de la muerte del Apóstata, la práctica de ceremonias paganas fue formalmente prohibida por decreto imperial, y la risible reliquia del antiguo paganismo pasó a la ilegalidad.

### Shapur y el destino de Armenia
Sin la ayuda de Roma, Armenia fue invadida y conquistada por Sapor II. Arshak II de Armenia, aliado de Juliano, mantuvo la resistencia hasta cuatro años más, pero fue abandonado por sus nobles y finalmente capturado por Shapur. Murió en cautiverio en Ecbatana en 371, supuestamente por suicidio. Su reina Farantzem, que se retiró a la fortaleza de Artogerassa, pudo salvar a su hijo Pap, antes de que ella también fuera capturada con la caída de Artogerassa. La población cristiana de Armenia se rebeló contra los zoroastrianos sasánidas y, con la ayuda del emperador romano Valente, Pap pudo tomar el trono. Cuando Pap fue descubierto en correspondencia secreta con Shapur, Valente decidió ejecutarlo. Después de múltiples intentos fallidos, mandó asesinar a Pap en un banquete ofrecido por el oficial romano Trajano. A la muerte de Sapor en el 379, el trono persa pasó a su hermano, el moderado Ardeshir II, que buscaba la paz. En 384, se firmó un tratado formal entre Teodosio I y Sapor III, hijo de Sapor II, que dividía Armenia entre los dos imperios, poniendo fin a la monarquía armenia independiente.